# التجمع الديمقراطي (لبنان)

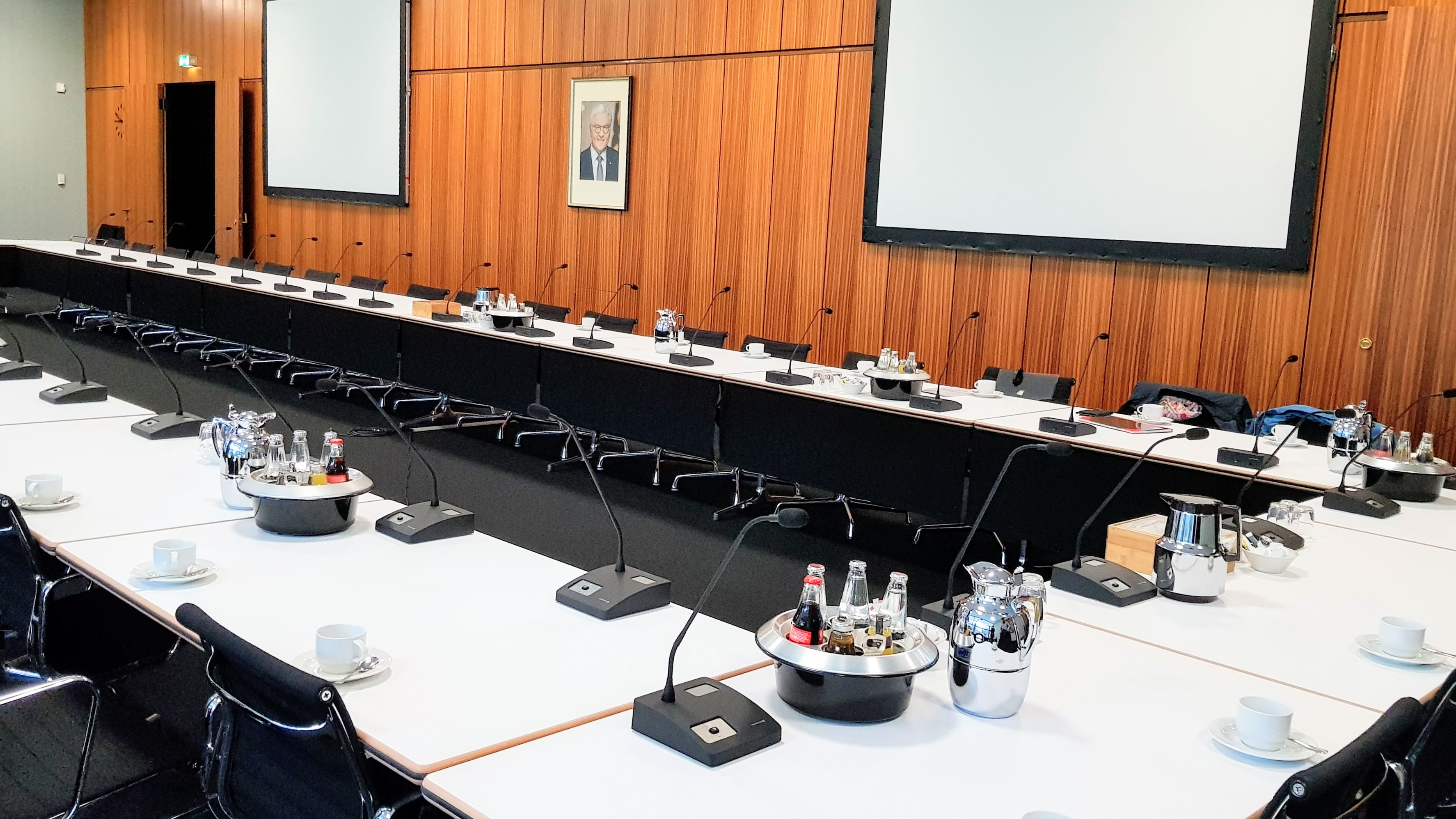
غرفة اجتماعات (صورة رمزية)، تستخدم للدلالة على اللقاءات الرسمية التي تعقدها الكتل النيابية.

التجمع أو اللقاء الديمقراطي (باللغة الإنجليزية Democratic Gathering) هو الكتلة النيابية في مجلس النواب اللبناني، وتأسست بشكل أساسي من قبل الحزب التقدمي الاشتراكي الذي يمثل الطائفة الدرزية تحت قيادة عائلة جنبلاط، برئاسة تيمور جنبلاط. شُكِلتْ الكتلة بعد انتخابات 2018، وتقلص عدد نوابها بعد الانتخابات العامة لعام 2022. تمثل هذه الكتلة إحدى القوى السياسية الفاعلة في المشهد البرلماني اللبناني، وتلعب دورًا محوريًا في القضايا الوطنية والتشريعية.

## التأسيس والتطور
تاريخيًا، كان للحزب التقدمي الاشتراكي تمثيل برلماني مستمر في مجلس النواب اللبناني من خلال كتل نيابية مختلفة. كتلة "اللقاء الديمقراطي" هي التسمية الحالية للكتلة النيابية التي تمثل الحزب في البرلمان. تأسست هذه الكتلة بتسميتها الحالية بعد انتخابات عام 2018. وفي 22 مايو 2022، تم تشكيل كتلة اللقاء الديمقراطي للفترة النيابية من 2022 إلى 2026، وتضم حاليًا 8 نواب.

## المواقف السياسية
- تحرك كتلة اللقاء الديمقراطي لانتخاب رئيس الجمهورية

في ظل استمرار الشغور الرئاسي في لبنان لأكثر من سنة ونصف، قامت كتلة اللقاء الديمقراطي النيابية، بدعم من الحزب التقدمي الاشتراكي، بإطلاق مبادرة سياسية تهدف إلى خلق الظروف اللازمة للتواصل إلى تسوية شاملة تؤدي إلى انتخاب رئيس للجمهورية. يأتي هذا التحرك في إطار تلاقي الدعم الفرنسي-القطري، نظرًا لقدرة الكتلة على التواصل مع مختلف الكتل النيابية اللبنانية. وقد وضعت الكتلة خطة لعقد لقاءات مع الكتل النيابية، مشددة على أن هدفها لا يتركز على أسماء المرشحين أو ما يُعرف بـ "الخيار الرئاسي الثالث"، بل على مناخ سياسي مناسب لتحقيق تسوية وطنية شاملة.
- التطورات السياسية والأمنية والاجتماعية في عام 2024

أكدت كتلة اللقاء الديمقراطي على مجموعة من المواقف السياسية التي تعكس توجهها الوطني. حيث دعت إلى تعزيز الوحدة السياسية الداخلية حول موقفي رئيس مجلس النواب نبيه بري ورئيس الحكومة نجيب ميقاتي، بالإضافة إلى ضرورة الضغط الدولي على العدو الإسرائيلي من أجل وقف إطلاق النار، مع التأكيد على أهمية تطبيق القرار الدولي 1701 ودعم الجيش اللبناني في مهامه. كما برزت الكتلة ضرورة عدم التشكيك بالمؤسسة العسكرية، وطالبت بتوفير الدعم المادي واللوجستي لها.
بخصوص الاستحقاق الرئاسي، دعت الكتل النيابية إلى الاجتماع الوطني لانتخاب رئيس توافقي. وأكدت تمسكها باتفاق الطائف، محذرة من أي اقتراحات تمس به، وشددت على ضرورة الالتزام بتطبيقه. فيما يخص ملف النزوح، أكدت الالتزام بمقررات مجلس النواب المتعلقة بالنزوح الناتج عن العدوان الإسرائيلي، وحذرت من الشائعات، مع الإشارة إلى أهمية دور الدولة وأجهزتها. كما عبّرت عن رفضها لأي شكل من أشكال الأمن الذاتي، وشددت على تعزيز دور البلديات وصرف مستحقاتها ومستحقات المستشفيات. وفي الشأن التربوي، دعت إلى تسهيل بدء العام الدراسي، والتعاون مه وزارة التربية لتنفيذ خطتها التي تأخذ بعين الاعتبار أوضاع الطلاب النازحين.

## ملخص الانتخابات
| انتخاب   | المقاعد        | يتغير |
| -------- | -------------- | ----- |
| 1992     | 5 / 128 (4%)   |       |
| 1996     | 5 / 128 (4%)   |       |
| عام 2000 | 6 / 128 (5%)   | ▲ 1   |
| 2005     | 16 / 128 (13%) | ▲ 10  |
| 2009     | 11 / 128 (9%)  | ▼ 5   |
| 2018     | 9 / 128 (7%)   | ▼ 2   |
| 2022     | 8 / 128 (6%)   | ▼ 1   |

## نواب الدورة 2018-2022
| اسم            | منطقة الانتخابات | الانتماء السياسي | الطائفة                  |
| -------------- | ---------------- | ---------------- | ------------------------ |
| فيصل الصايغ    | بيروت الثانية    | بي اس بي         | درزي                     |
| هادي أبو الحسن | بعبدا            | بي اس بي         | درزي                     |
| أكرم شهيب      | عاليه            | بي اس بي         | درزي                     |
| هنري حلو       | عاليه            | بي اس بي         | كاثوليكي مارون           |
| تيمور جنبلاط   | الشوف            | بي اس بي         | درزي                     |
| مروان حمادة    | الشوف            | بي اس بي         | درزي                     |
| بلال عبد الله  | الشوف            | بي اس بي         | مسلم سني                 |
| نعمة طعمة      | الشوف            | بي اس بي         | الروم الملكيين الكاثوليك |
| وائل أبو فاعور | راشيا            | بي اس بي         | درزي                     |

### الأحداث المؤثرة
تأثرت كتلة اللقاء الديمقراطي بشكل كبير بالأحداث السياسية والاجتماعية البارزة التي شهدها لبنان خلال الفترة من 2018 إلى 2022، وأبرزها انتفاضة 17 تشرين الأول 2019 وانفجار مرفأ بيروت في الرابع من آب 2020. وعلى إثر الانفجار، تقدم ثمانية نواب باستقالتهم من المجلس النيابي، من ضمنهم نائبان من كتلة اللقاء الديمقراطي، هما مروان حمادة وهنري الحلو.
وقد كانت كتلة اللقاء الديمقراطي من الكتل الأقل تمسكًا بمقاعدها، حيث تبعت في الاستقالات كتلًا أخرى مثل كتلة لبنان القوي، وكتلة الجمهورية القوية، وكتلة المستقبل، وكتلة اللقاء التشاوري.

### النشاط التشريعي
شهدت كتلة اللقاء الديمقراطي نشاطًا ملحوظًا على صعيد المبادرة التشريعية، خصوصًا في الفترة التي تلت انتفاضة 17 تشرين الأول. فقد تجاوزت نسبة الزيادة في نشاط الكتلة التشريعية 66% في الفترة الثانية مقارنة بالفترة الأولى، ما يدل على دور متزايد للكتلة في تقديم الاقتراحات التشريعية بعد الأحداث الوطنية الكبرى.
وعلى الرغم من استقالة نائبين، فقد ارتفع عدد أعضاء الكتلة من سبعة إلى 13 نائبًا، وهو ما قد يكون قد ساهم في تعزيز قدرة الكتلة على تقديم المبادرات أو المشاركة فيها بفعالية أكبر.
قدّمت الكتلة خلال هذه الدورة 103 اقتراحات قوانين، بمتوسط 12.6 اقتراحًا لكل نائب (استنادًا إلى عدد أعضاء الكتلة وهو تسعة نواب خلال القسم الأكبر من الدورة)، وهو معدل يفوق المتوسط العام للكتل النيابية.

### نسبة إقرار الاقتراحات
بلغت نسبة إقرار الاقتراحات المقدّمة من كتلة اللقاء الديمقراطي بمفردها نحو 17%، بينما ارتفعت هذه النسبة إلى حوالي 38% عند تقديم اقتراحات بشكل مشترك مع كتل أخرى. ويشير هذا الفرق إلى استفادة الكتلة من التعاون بين الكتل في تمرير القوانين، خاصة في ظل تفوّق نسبة قبول الاقتراحات المشتركة مقارنة بالفردية.

### التنسيق الداخلي
أُدرجت كتلة اللقاء الديمقراطي ضمن المجموعة التي يتراوح عدد اقتراحاتها الفردية بين 29 و60 اقتراحًا. ووفقًا للتصنيف المعتمد، فإن هذه الفئة تضم الكتل التي يغلب فيها الطابع الفردي على العمل التشريعي الجماعي داخل الكتلة، ما يعكس ضعفًا نسبيًا في التنسيق الداخلي أو اعتمادًا على عدد محدود من النواب في المجال التشريعي.

## نواب الدورة 2022-2026
| اسم            | منطقة الانتخابات | الانتماء السياسي | الطائفة |
| -------------- | ---------------- | ---------------- | ------- |
| فيصل الصايغ    | بيروت الثانية    | بي اس بي         | درزي    |
| هادي أبو الحسن | بعبدا            | بي اس بي         | درزي    |
| أكرم شهيب      | عاليه            | بي اس بي         | درزي    |
| راجي السعد     | عاليه            | بي اس بي         | مارونية |
| تيمور جنبلاط   | الشوف            | بي اس بي         | درزي    |
| مروان حمادة    | الشوف            | بي اس بي         | درزي    |
| بلال عبد الله  | الشوف            | بي اس بي         | سني     |
| وائل أبو فاعور | راشيا            | بي اس بي         | درزي    |

### التكوين والعضوية
تأسست كتلة اللقاء الديمقراطي في الفترة من 2022 إلى 2026، في 22 مايو 2022، وتضم حاليًا 8 نواب.

### انتماء الأعضاء للأحزاب السياسية
في الدورة النيابية الحالية، يتوزع أعضاء الكتلة إلى قسمين:
نواب ينتمون إلى الحزب التقدمي الاشتراكي، ويشكلون نسبة تُقارب 87.50% من إجمالي أعضاء الكتلة. ونواب مستقلون غير منتمين حزبيًا، ويشكلون نسبة 12.50%. ويعكس هذا التوزيع هيمنة الحزب التقدمي الاشتراكي على الكتلة، إلى جانب وجود شخصيات متحالفة سياسيًا دون انتماء حزبي مباشر.

### نشاطاتها التشريعية
قدمت الكتلة 108 اقتراحات لقوانين فردية ومشتركة مع كتل أخرى. من بين هذه الاقتراحات، الاعتراف بالمقررات الجامعية للطلاب اللبنانيين أو المقيمين في جامعات أوكرانيا، حتى وإن كانت الدراسة عن بُعد لفصلي 2023-2025. كما اُقْتُرِح إنشاء صندوق تقاعد للطبوغرافيين في لبنان وتسوية أوضاع حاملي عقود في الأمن العام. بالإضافة لذلك، شملت الاقتراحات تعديلات على مواد القانون العقوبات المتعلقة بالآداب العامة، وتعديلات أخرى على القوانين البنيوية والضريبية والإدارية والعامة.

### مراحل التشريع
تتضمن حاليًا 102 اقتراحًا يخضع للدراسة في اللجان، بالإضافة إلى 5 قوانين أُصْدِرَت رسميًا، بينما أُسْقِط اقتراح واحد.

### الأداء والاستحقاقات
حضرت بنسبة 59.87% في اجتماعات اللجان، ولم يتم تسجيل أي انسحابات أو انضمامات جديدة منذ تأسيسها.